# Třebívlice
Třebívlice – miejscowość i gmina (obec) w Czechach, w kraju usteckim, w powiecie Litomierzyce. W 2022 roku liczyła 818 mieszkańców.
W okolicy wsi znaleziono w początku XVIII wieku największy w historii Czech granat (35 x 25 x 18 mm). Pozostaje on w zbiorach drezdeńskiego Zwingeru.